# Spilosoma eboraci
Spilosoma eboraci är en fjärilsart som beskrevs av Tugwell. 1894. Spilosoma eboraci ingår i släktet Spilosoma och familjen björnspinnare. Inga underarter finns listade i Catalogue of Life.